# مارسيل جيرمان بيرير
مارسيل جيرمان بيرير (بالفرنسية: Marcel Perrier)‏ هو كاهن كاثوليكي فرنسي، ولد في 28 يونيو 1933 في سافوا في فرنسا، وتوفي في 2 أكتوبر 2017 في Moûtiers ‏ في فرنسا.